# Anaglyptus marmoratus
Anaglyptus marmoratus är en skalbaggsart som först beskrevs av Holzschuh 1982.  Anaglyptus marmoratus ingår i släktet Anaglyptus och familjen långhorningar. Inga underarter finns listade i Catalogue of Life.